# Апиро
Апѝро (на италиански: Apiro) е село и община в Централна Италия, провинция Мачерата, регион Марке. Разположено е на 516 m надморска височина. Населението на общината е 2421 души (към 2011 г.).